# Jordi Cruyff
Johan Jordi Cruijff (Amsterdam, 9. veljače 1974.), bivši je nizozemski nogometaš i nacionalni reprezentativac. Trenutačno radi kao športski direktor izraelskoga Maccabi Tel Aviva. Tijekom igračke karijere nastupao je za nogometne velikane FC Barcelonu i Manchester United dok je kao nizozemski nacionalni reprezentativac igrao na Europskom prvenstvu 1996. godine. Također, Jordi Cruyff nastupao je i za Kataloniju. Igračku karijeru završio je u malteškoj Valletti u kojoj je uz igranje istodobno bio i pomoćni trener. Sin je proslavljenog nizozemskog igrača i trenera Johana Cruyffa koji ga je trenirao u Barceloni.

## Igračka karijera

### Klupska karijera

#### Ajax i Barcelona
Jordi je najprije igrao u mladim sastavima Ajaxa i Barcelone te Barceloninoj B momčadi prije nego što je 1994. godine priključen seniorima tijekom ljetne turneje po Nizozemskoj. Ondje je zabio dva hat-tricka FC Groningenu i De Graafschapu. U Primeri je debitirao 4. rujna 1994. godine u 2:1 porazu protiv Sporting Gijóna.
Nedugo nakon što je njegov otac Johan dobio otkaz u Barceloni, Jordi je odigrao posljednju utakmicu za klub s Nou Campa protiv Celte Vigo te je napustio Kataloniju.

#### Manchester United
U kolovozu 1996. godine igrača kupuje Manchester United za 1,4 milijuna GBP te s njime potpisuje četverogodišnji ugovor. Sredinom mjeseca je debitirao za klub u prvoj utakmici Premier lige protiv Wimbledona kojeg su Crveni vragovi pobijedili s visokih 3:0. Već u sljedeća dva susreta Jordi se upisao među Unitedove strijelce (protiv Evertona i Blackburna).
Bio je standardni igrač sve do studenoga 1996. godine kada je pretrpio tešku ozljedu koljena. Vratio se na terene u ožujku sljedeće godine te je s klubom te sezone osvojio englesko prvenstvo. Međutim, sljedeće sezone Cruyff je ozlijedio gležanj tako da je odigrao svega pet prvenstvenih utakmica. Zbog prevelike konkurencije u klubu, Manchester ga u siječnju 1999. godine šalje na posudbu u španjolsku Celtu Vigo do kraja sezone.

#### Deportivo Alavés
Nakon završetka ugovora 2000. godine, Jordi odlazi iz kluba te kao slobodni igrač potpisuje za Alavés. S novim klubom je već tijekom prve sezone igrao u finalu Kupa UEFA protiv Liverpoola. Ondje je u 88. minuti zabio pogodak za 4:4 i nastavak igre u produžetku. Međutim, Alavésov igrač Delfí Geli je zabio auto-gol (zlatni gol) za konačnu pobjedu Redsa od 5:4.

#### Espanyol i Barcelona B
Jordi je za Alavés nastupao sve do 2003. godine kada je klub pao u niži razred nakon čega ga napušta i potpisuje za Espanyol. U klubu je bio standardan igrač ali se nakon sezone 2003./04. privremeno povlači iz nogometa na dvije godine zbog brojnih ozljeda koljena. U tom razdoblju, formu je održavao trenirajući s Barcelonom B te igrajući neke veteranske utakmice.

#### Metalurg Donjeck
Cruyff se na nogometne terene vraća 2006. godine u dresu ukrajinskog Metalurga iz Donjecka. Tada se osim nogometa bavio i privatnim biznisom pokrenuvši vlastitu modnu liniju Cruyff.

#### Valletta F.C.
Sredinom 2009. godine potpisao je trogodišnji ugovor s malteškom Vallettom u kojoj je uz igrački obavljao i posao pomoćnika treneru Tonu Caanenu. S klubom je te sezone osvojio Mare Blue kup i Kup Stote obljetnice malteškog prvenstva a nakon toga se igrački umirovio.

### Reprezentativna karijera
Jordi je za Nizozemsku debitirao 24. travnja 1996. godine u prijateljskom susretu protiv Njemačke. Zbog odličnih igara u FC Barceloni, Cruyffa je tadašnji nizozemski izbornik Guus Hiddink uveo na listu reprezentativaca za EURO 1996. godine. Na tom turniru odigrao je sve četiri utakmice u nacionalnom dresu te je zabio pogodak Švicarskoj u skupnoj fazi natjecanja.
Osim za Nizozemsku, Cruyff je nastupao i za Kataloniju još od dana u Barceloni pa sve do privremenog povlačenja 2004. godine zbog ozljedâ.

#### Pogodci za reprezentaciju
| #  | Datum            | Mjesto                   | Protivnik | Pogodak | Rezultat | Natjecanje |
| -- | ---------------- | ------------------------ | --------- | ------- | -------- | ---------- |
| 1. | 13. lipnja 1996. | Birmingham, Engleska, UK | Švicarska | 1 : 0   | 2 : 0    | EURO 1996. |

## Trenerska i športsko-administrativna karijera
Još kao igrač, Cruyff je obnašao dužnost pomoćnoga trenera u Valletti. Nakon igračkog umirovljenja odlazi u ciparsku AEK Larnacu gdje je dvije godine bio športski direktor.
U travnju 2012. godine potpisuje za izraelski Maccabi Tel Aviv gdje također biva angažiran kao športski direktor do kraja tekuće sezone. Njegov prvi posao bio je dovođenje Óscara Garcíje Junyenta kao novog trenera Maccabija. Te sezone klub je osvojio izraelsko prvenstvo po prvi puta nakon deset godina čekanja a Cruyff je nastavio raditi ondje.

## Priznanja

### Klupski pokali
| Klub              | Pokal                                   | Sezona / godina |
| Španjolska        | Španjolska                              | Španjolska      |
| ----------------- | --------------------------------------- | --------------- |
| FC Barcelona      | Supercopa de España                     | 1994.           |
| Engleska          |                                         |                 |
| Manchester United | Charity Shield                          | 1996.           |
| Manchester United | Englesko prvenstvo                      | 1996./97.       |
| Manchester United | Charity Shield                          | 1997.           |
| Manchester United | Interkontinentalni kup                  | 1999.           |
| Malta             |                                         |                 |
| Valletta          | Mare Blue kup                           | 2010.           |
| Valletta          | Kup 100. obljetnice malteškog prvenstva | 2010.           |

## Vanjske poveznice
- (engl.) Jordi Cruyff, na BDFutbol.com
- (engl.) Jordi Cruyff, na Soccerbase.com
- (njem.) Jordi Cruyff, na Transfermarkt.de